# Шарма, Туниша
Туниша Шарма (англ. Tunisha Sharma, 4 января 2002, Чандигарх — 24 декабря 2022, Мумбаи) — индийская актриса

 кино и телевидения. Она дебютировала в 2015 году в сериале «Доблестный сын Индии: Махарана Пратап» в роли Чанд Кавар. Шарма наиболее известна ролями Раджкумари Аханкару в сериалах «Император Ашока», Зару/Бабли в Ishq Subhan Allah и Адхьи Вермы в «Любовь по интернету».
Шарма дебютировала в кино в фильме «Одержимость», исполнив роль Фирдаус в детстве, а затем сыграла юную Дию в фильме «Baar Baar Dekho». В обоих фильмах она изображала младшую версию Катрины Каиф.

## Биография
Шарма родилась 4 января 2002 года в Чандигархе в семье Ваниты Шармы. В первые годы работы у неё диагностировали депрессию и тревожность.
Шарма начала свою карьеру с сериала «Махарана Пратап» на Sony Entertainment Television в роли Чанд Канвара. Затем она сыграла Раджкумари Аханкару в сериале Colors TV «Император Ашока». В 2016 году она дебютировала в кино в роли юной Фирдаус в «Одержимость». В том же году она сыграла Молодую Диа в Baar Baar Dekho и Мини в «История 2».
В 2017 году Шарма сыграла Мехтаб Каур в фильме «Шер-и-Пенджаб: Махараджа Ранджит Сингх». С 2018 по 2019 год она играла Адхью Верму в телесериале Colors TV Internet Wala Love.
В 2019 году она появилась в Ishq Subhan Allah на Zee TV в роли Зары/Бабли. В 2021 году Шарма снялась во 2 сезоне сериала SAB TV Hero – Gayab Mode On в роли полицейской Адити. В 2022 году она сыграла главную роль в телешоу «Али-Баба: Дастан-э-Кабул» вместе с Шизаном Мохаммедом Ханом.
24 декабря 2022 года Шарма покончила жизнь самоубийством, повесившись в гримёрной коллеги по фильму Шизана Мохаммед Хана на съёмках телесериала «Али-Баба: Дастан-и-Кабул». Её доставили в больницу, где констатировали смерть по прибытии. Шизан Мохаммед Хан был обвинён в доведении до самоубийства и арестован после того, как её мать возбудила против него дело.

## Фильмография

### Телевидение
| Год       | Название                              | Роль                | Примечания | Сноски |
| --------- | ------------------------------------- | ------------------- | ---------- | ------ |
| 2015      | Доблестный сын Индии: Махарана Пратап | Чанд Канвар         |            | [ 18 ] |
| 2015      | Император Ашока                       | Раджкумари Аханкара |            | [ 19 ] |
| 2015      | Бханвар                               | N/A                 |            | [ 20 ] |
| 2016      | Gabbar Poonchwala                     | Санья               |            | [ 21 ] |
| 2017      | Sher-e-Punjab: Maharaja Ranjit Singh  | Мехтаб Каур         |            | [ 22 ] |
| 2018—2019 | Internet Wala Love                    | Аадхья Верма        |            | [ 23 ] |
| 2019—2020 | Ishq Subhan Allah                     | Зара/Бабли          |            | [ 24 ] |
| 2021      | Hero – Gayab Mode On                  | ASP Адити Джамвал   | Сезон 2    | [ 25 ] |
| 2022      | Ali Baba: Dastaan-E-Kabul             | Шехзаади Мариам     | Часть 1    | [ 26 ] |

#### Специальные выступления
| Год  | Название                                  | Роль              | Прим.  |
| ---- | ----------------------------------------- | ----------------- | ------ |
| 2018 | Погибель любви                            | Аадхья Верма      | [ 20 ] |
| 2018 | История наших отношений                   | Аадхья Верма      | [ 27 ] |
| 2021 | Maddam Sir                                | ASP Адити Джамвал | [ 28 ] |
| 2021 | Wagle Ki Duniya – Nayi Peedhi Naye Kissey | ASP Адити Джамвал | [ 28 ] |

### Фильмы
| Год  | Название        | Роль              | Прим.       | Сноски |
| ---- | --------------- | ----------------- | ----------- | ------ |
| 2016 | Одержимость     | Фирдаус в детстве |             | [ 29 ] |
| 2016 | Baar Baar Dekho | Дия в детстве     |             | [ 30 ] |
| 2016 | История 2       | Минни Синха       |             | [ 31 ] |
| 2018 | Крина           | Рухани            |             | [ 32 ] |
| 2019 | Бесстрашный 3   | сбежавшая девушка | Камео       | [ 33 ] |
| TBA  | 3 обезьяны      |                   | Экранизация |        |

### Музыкальные видеоклипы
| Год  | Название                     | Певец         | Прим.  |
| ---- | ---------------------------- | ------------- | ------ |
| 2021 | «Sardari» (часть 1)          | Манавгит Гилл | [ 34 ] |
| 2021 | «Pyaar Ho Jaayega»           | Вишал Мишра   | [ 35 ] |
| 2021 | «Nainon Ka Ye Rona Jaaye Na» | Радж Барман   | [ 36 ] |
| 2022 | «Tu Baithe Mere Samne»       | Радж Барман   | [ 37 ] |
| 2022 | «Heeriye»                    | Абхи Дутт     | [ 38 ] |
| 2022 | «Tu Baithe Mere Samne»       | Радж Барман   | [ 39 ] |
| 2022 | «Paani Na Samajh»            | Радж Барман   | [ 40 ] |